# Orahovica
Orahovica è una città della Croazia nella regione di Virovitica e della Podravina.